# Santa Barbara International Film Festival
Il Santa Barbara International Film Festival (SBIFF) è un festival cinematografico di undici giorni che si tiene a Santa Barbara, in California dal 1986.
Nel 2014, il festival ha proiettato oltre 200 film, tra cui lungometraggi e cortometraggi, provenienti da diversi paesi. Oltre alle proiezioni, il festival contiene anche diverse sezioni, tra cui tributi a celebrità, panel di settore e programmi di educazione.

## Storia
Fondato nel 1986, il festival si è sviluppato e cambiato nel corso degli anni. L'attuale direttore esecutivo, Roger Durling, subentrò per la prima volta nel 2002 e viste le basse presenze del festival decise di apportare dei cambiamenti. Decise di spostare il festival a fine gennaio, credendo che, tenendo il festival pochi giorni prima degli Academy Awards in primavera, il SBIFF ne potesse beneficiare, ospitando celebrità potenziali vincitrici di premi e offrendo al pubblico la possibilità di incontrarli.
A giugno 2016, il SBIFF ha cambiato la propria sede con l'acquisizione dello storico Riviera Theatre, potendo così espandere il proprio programma. Per la prima volta il SBIFF ha un centro di comunità attivo 24 ore su 24, 7 giorni su 7.
Nel corso degli anni, SBIFF ha invitato e premiato numerose celebrità, tra cui Cate Blanchett, Martin Scorsese, Leonardo DiCaprio, Angelina Jolie, Jennifer Lawrence, Kate Winslet e Heath Ledger.

## Premi
- Modern Master Award
- Montecito Award

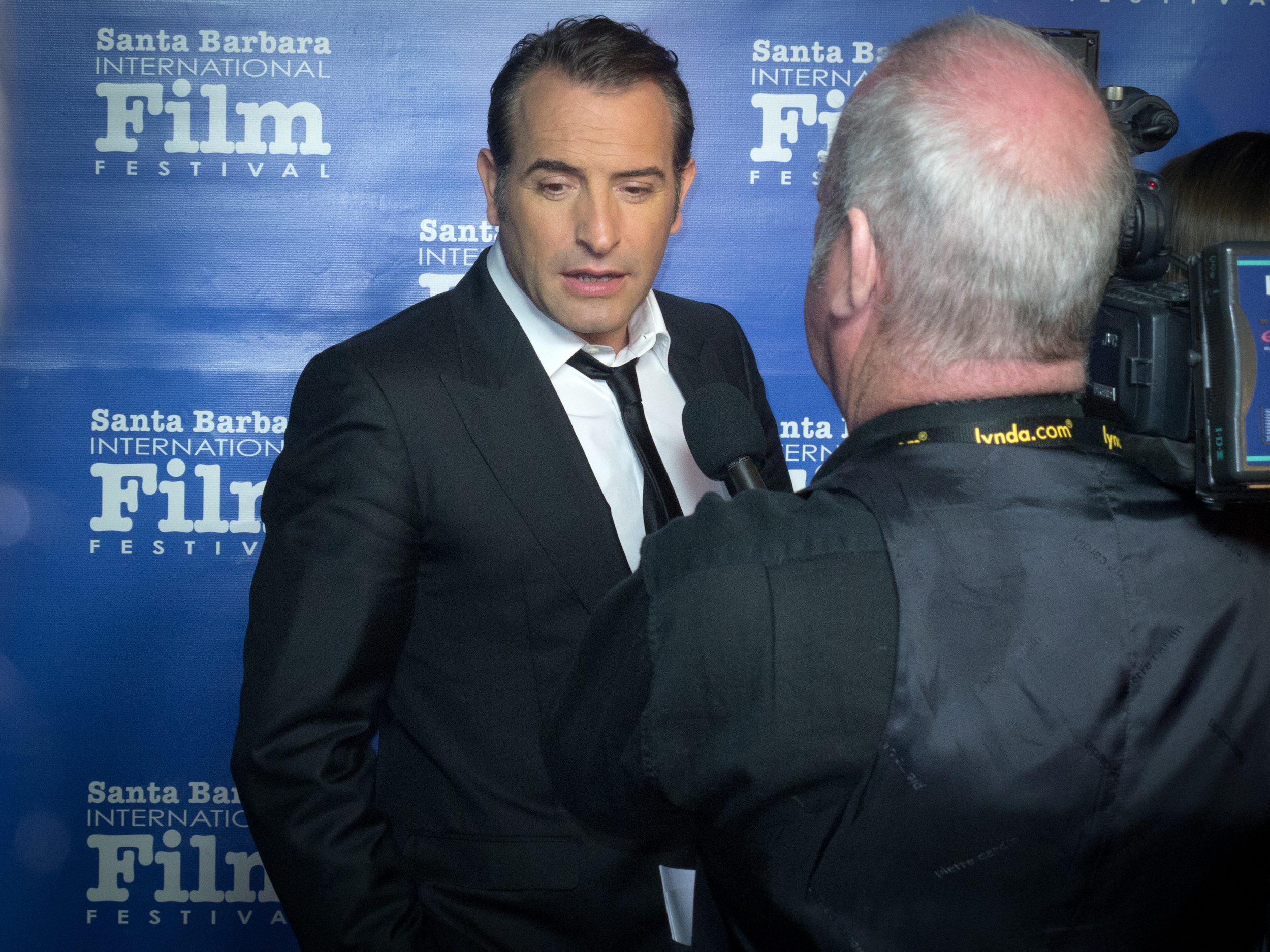
Jean Dujardin al Santa Barbara International Film Festival 2012

- Outstanding Performance of the Year
- The American Riviera Award
- Cinema Vanguard Award
- Virtuosos Award
- The Panavision Spirit Award for Independent Cinema
- The Best International Film Award
- The Nueva Vision Award for the best Spanish/Latin American film
- Best Documentary Film Award
- Bruce Corwin Award for Best Live Action Short Film
- Bruce Corwin Award for Best Animation Short Film
- The Fund for Santa Barbara Social Justice Award
- The Audience Choice Award
- 10-10-10 Student Filmmaking Competition
- 10-10-10 Student Screenwriting Competition

## Montecito Award
- 2005 - Annette Bening
- 2006 - Naomi Watts
- 2007 - Bill Condon
- 2008 - Javier Bardem
- 2009 - Kate Winslet
- 2010 - Julianne Moore
- 2011 - Geoffrey Rush
- 2013 - Daniel Day-Lewis
- 2014 - Oprah Winfrey
- 2015 - Jennifer Aniston
- 2016 - Sylvester Stallone
- 2017 - Isabelle Huppert
- 2018 - Saoirse Ronan
- 2019 - Melissa McCarthy
- 2020 - Lupita Nyong'o
- 2021 - Amanda Seyfried
- 2022 - Penelope Cruz
- 2023 - Angela Bassett

## Outstanding Performance of the Year Award
- 2004 - Charlize Theron per The Italian Job e Monster
- 2005 - Kate Winslet per Se mi lasci ti cancello e Neverland - Un sogno per la vita
- 2006 - Heath Ledger per I segreti di Brokeback Mountain
- 2007 - Helen Mirren per The Queen - La regina
- 2008 - Angelina Jolie per A Mighty Heart - Un cuore grande
- 2009 - Penélope Cruz per Lezioni d'amore e Vicky Cristina Barcelona
- 2010 - Colin Firth per A Single Man
- 2011 - James Franco per 127 ore
- 2012 - Viola Davis per The Help
- 2013 - Jennifer Lawrence per Il lato positivo - Silver Linings Playbook e Hunger Games
- 2014 - Cate Blanchett per Blue Jasmine
- 2015 - Steve Carell per Foxcatcher - Una storia americana
- 2016 - Brie Larson per Room e Saoirse Ronan per Brooklyn
- 2017 - Ryan Gosling e Emma Stone per La La Land
- 2018 - Allison Janney e Margot Robbie per Tonya
- 2019 - Rami Malek per Bohemian Rhapsody
- 2020 - Scarlett Johansson e Adam Driver per Storia di un matrimonio
- 2021 - Sacha Baron Cohen per Borat - Seguito di film cinema e Il processo ai Chicago 7
- 2022 - Will Smith e Aunjanue Ellis per Una famiglia vincente - King Richard
- 2023 - Cate Blanchett per Tár
- 2024 - Bradley Cooper per Maestro